# 오소 마리아 구에리니

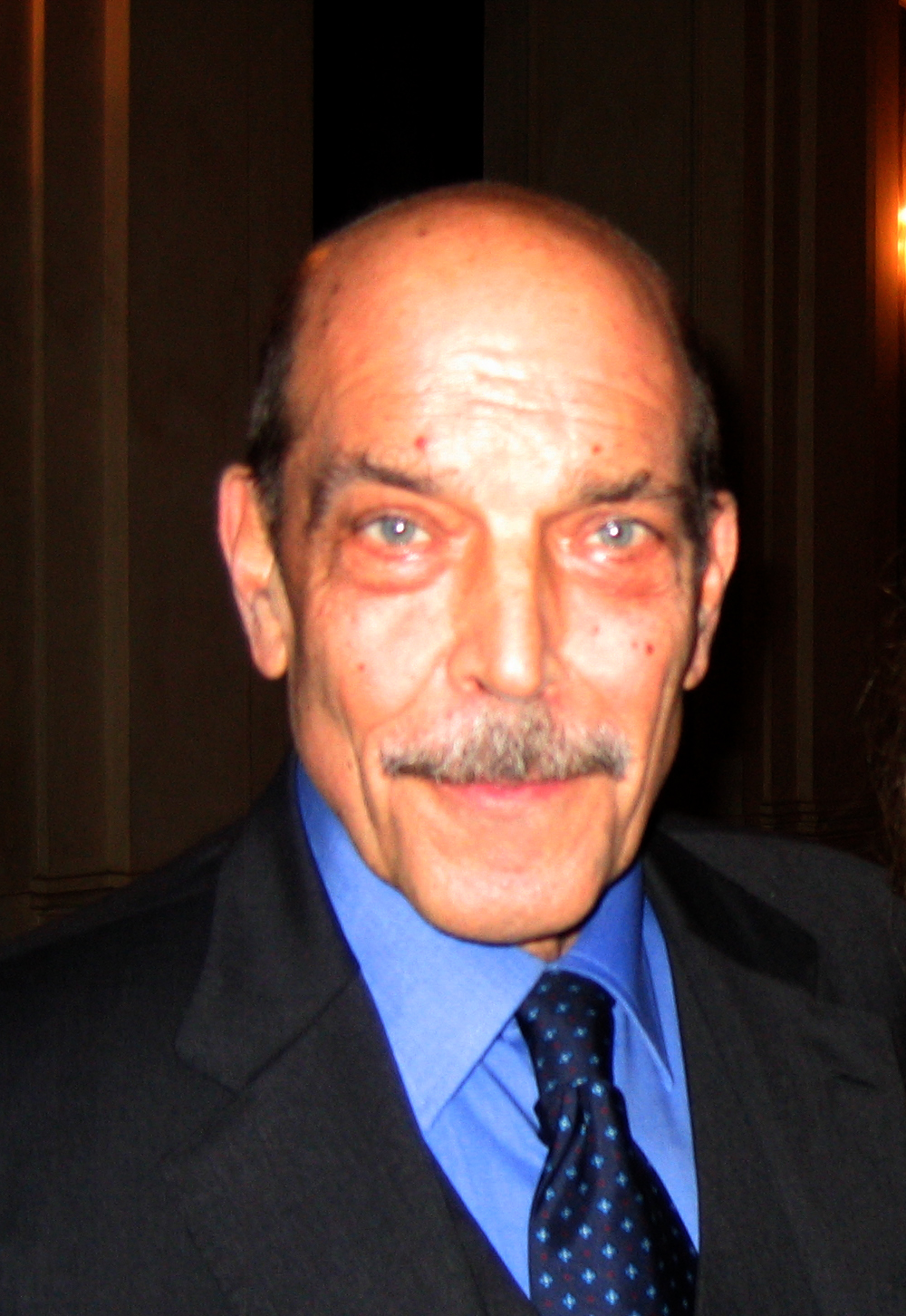

오소 마리아 구에리니(Orso Maria Guerrini, 1943년 10월 25일 ~ )는 이탈리아의 배우, 영화배우, 연극 배우, 텔레비전 배우이다.
피렌체에서 태어났다.

## 영화
- 티라미수 (2016년)
- 라 메라빌리오자 벤추라 디 안토니오 프랑코니 (2011년)
- 인비져블 트라젝토리 (2011년)
- 칼라스와 오나시스 (2005년)
- 러시안 묵시록 (2004년)
- 본 아이덴티티 (2002년) - 지안카를로 역
- 루시퍼 (1997년)
- 더블 팀 (1997년)
- 스페셜 킬러 (1995년)
- 에이틴 인 어 위크 (1991년)
- 서부의 불청객 (1976년) - 버치 섀넌 역
- 매터 오브 타임 (1976년)
- 빅 라켓 (1976년)
- 순응자 (1970년)